# Іван Ярославич Рязанський
Іван Ярославич Рязанський (бл. 1300 — †1327) — пронський князь (1299–1308), великий князь рязанський (1308–1327), син великого князя Ярослава Романовича із роду Рюриковичів Чернігівських та Муромо-Рязанських. Брат — Михайло, князь пронський. Іван Ярославич мав сина — Івана та дочку Ольгу.
Зайняв рязанський престол, орієнтовно, в 1308 році після вбивства в Орді свого двоюрідного брата Василя. Також Іван Ярославич згадується рязанським князем в 1320 році у зв'язку з вдалим походом на нього Юрія Даниловича — князя Московського та Володимирського.
Літописи неясно говорять про вбивство Івана в Орді. Рязанський престол по його смерті наслідував його син, Іван Іванович Коротопол.